# Pfarrkirche Hollersbach

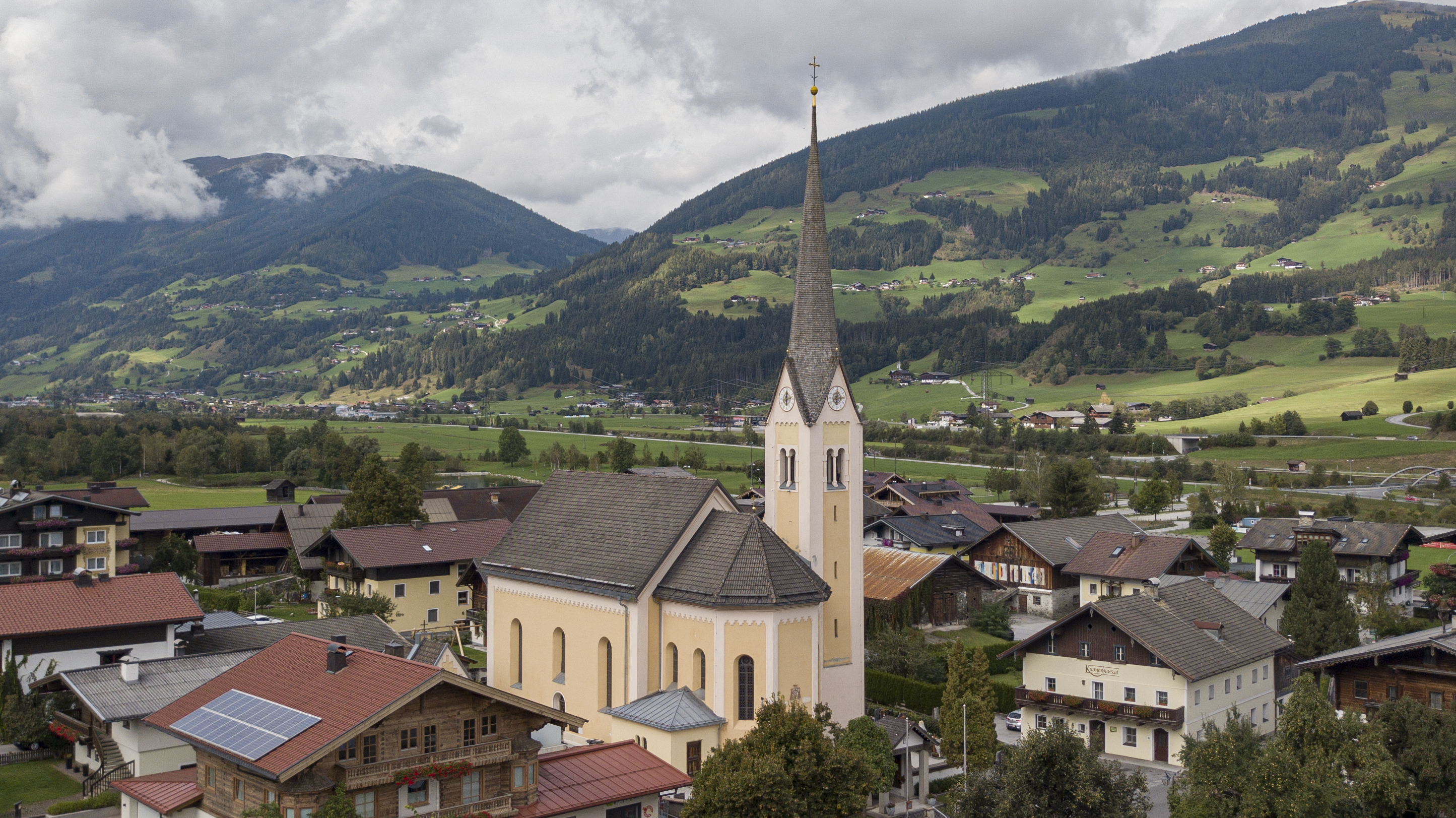
Katholische Pfarrkirche hl. Vitus in Hollersbach im Pinzgau

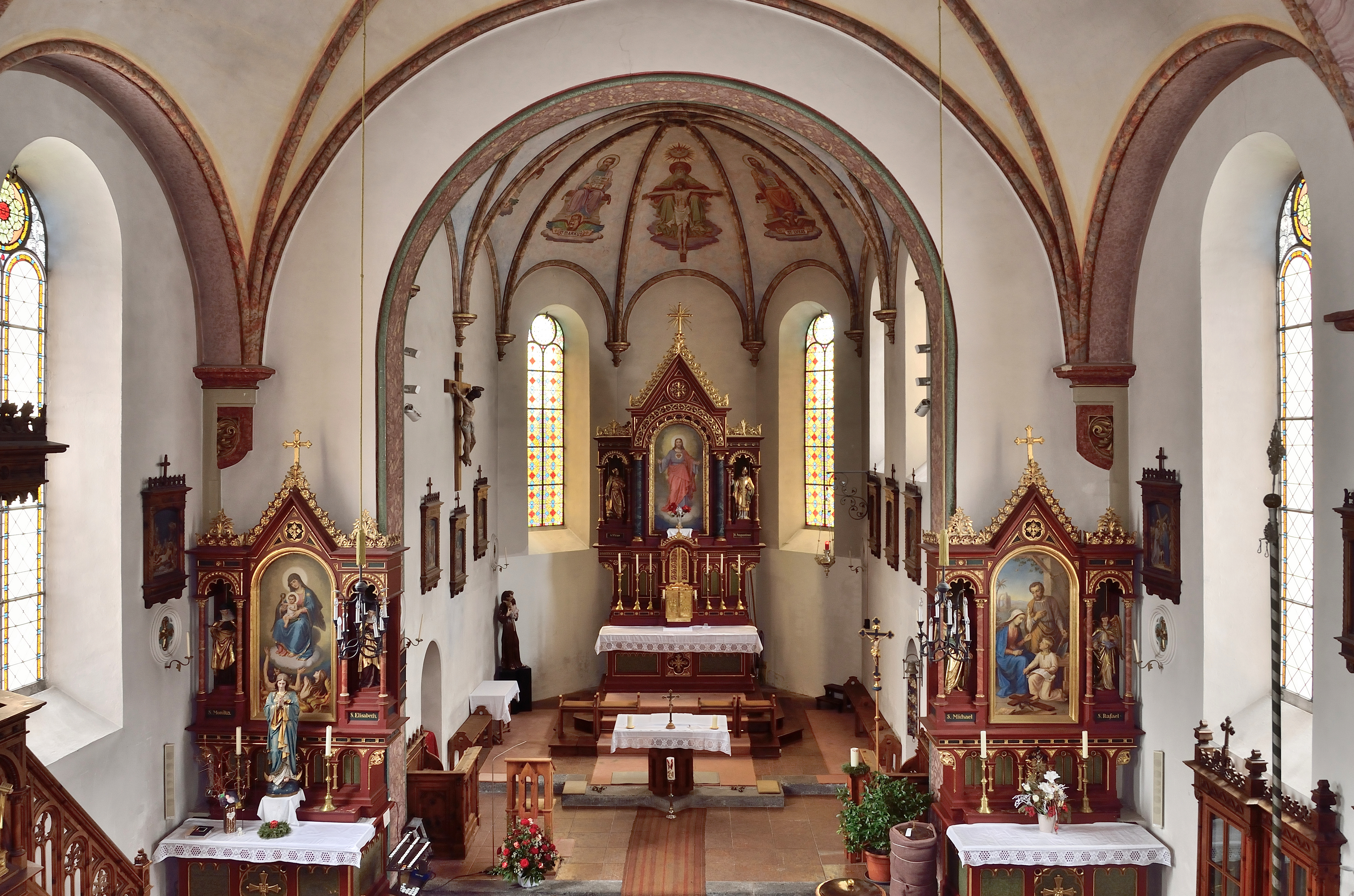
Langhaus, Blick zum Chor

Die römisch-katholische Pfarrkirche Hollersbach steht in der Ortsmitte der Gemeinde Hollersbach im Pinzgau im Bezirk Zell am See im Land Salzburg. Die dem Patrozinium des Heiligen Vitus unterstellte Pfarrkirche gehört zum Dekanat Stuhlfelden in der Erzdiözese Salzburg. Die Kirche und der Friedhof stehen unter Denkmalschutz (Listeneintrag).

## Geschichte
Urkundlich wurde 1348 eine Kirche genannt und 1891 zur Pfarrkirche erhoben. 1892/1893 erfolgte ein Neubau der Kirche nach den Plänen des Architekten Ferdinand Ranggetiner, die Kirche wurde 1894 geweiht. Der Nordturm wurde 1900 errichtet. 1938 erfolgte eine Restaurierung.

## Architektur
Der neuromanische Kirchbau ist von einem Friedhof umgeben. Das schlichte einschiffige Langhaus hat einen eingezogenen Chor mit einem polygonalen Schluss. Der Turm hat Biforenfenster und trägt einen Spitzgiebelhelm. Die Gestaltung des Kircheninneren entstand 1894. Die Westempore hat zwei Geschoße.

## Ausstattung
Der Hochaltar zeigt das Altarbild Herz Jesu von F. Walker und trägt die Figuren der Heiligen Vitus und Augustinus. Der linke Seitenaltar zeigt das Altarbild Maria mit Kind und Arme Seelen von F. Walker und die trägt die Figuren der Heiligen Monika und Elisabeth. Der rechte Seitenaltar zeigt das Altarbild Heilige Familie von B. Waltl und trägt die Figuren der Heiligen Michael und Raffael.
Im Langhaus befindet sich die Figurengruppe Pietà und Maria mit Kind.
Eine Glocke nennt als Gießer Hans Christof Löffler 1571.

## Orgel
Die Orgel wurde 1900 von Matthäus Mauracher erbaut. Sie befindet sich auf dem Obergeschoß der Westempore. Die Disposition lautet:
| Manual C–f3 |            |       |
| 1.          | Principal  | 8′    |
| 2.          | Gedackt    | 8′    |
| 3.          | Salicional | 8′    |
| 4.          | Octave     | 4′    |
| 5.          | Octavino   | 2′    |
| 6.          | Mixtur     | 1 ⁄3′ |

| Pedal C–f0 |         |     |
| 7.         | Subbass | 16′ |

- Koppeln: I/P
- Windladen: pneumatische Kegelladen
- Traktur: pneumatisch

## Friedhof

Kriegerdenkmal

Die neuromanische Friedhofskapelle entstand zeitgleich mit der Pfarrkirche 1894. Das Kriegerdenkmal an der Friedhofsmauer zeigt ein Kruzifix von Bildhauer Gustav Resatz 1954.